# Willie Wilson
Willie James Wilson (ur. 9 lipca 1955) – amerykański baseballista, który występował na pozycji zapolowego.
Po ukończeniu szkoły średniej, w czerwcu 1974 został wybrany w pierwszej rundzie draftu przez Kansas City Royals i początkowo grał w klubach farmerskich tego zespołu, między innymi w Jacksonville Suns, reprezentującym poziom Double-A. W Major League Baseball zadebiutował 4 września 1976 w meczu przeciwko Texas Rangers. W sezonie 1977 grał głównie w Omaha Royals z Triple-A. Rok później, w swoim pierwszym pełnym sezonie, skradł najwięcej baz w MLB (83) i po raz pierwszy zagrał w playoffach, między innymi w wyjściowym składzie w meczu numer 4 American League Championship Series przeciwko New York Yankees.
W 1980 zwyciężył w lidze w klasyfikacji pod względem liczby uderzeń (230), runów (133) i triple'ów (15). Ponadto zdobył Złotą Rękawicę i Silver Slugger Award, a w głosowaniu do nagrody MVP American League zajął 4. miejsce. W sezonie 1982 po raz pierwszy zagrał w Mecz Gwiazd, uzyskał najlepszą średnią w MLB i po raz drugi otrzymał Silver Slugger Award. W listopadzie 1983 spędził 81 dni w więzieniu federalnym w Fort Worth w Teksasie za nielegalne posiadanie narkotyków, a w grudniu 1983 został zawieszony przez komisarza ligi Bowiego Kuhna do końca sezonu 1984. Po apelacji karę skrócono do 15 maja 1984.
W 1985 zagrał we wszystkich meczach World Series uzyskując średnią 0,367, w których Royals pokonali St. Louis Cardinals 4–3. W grudniu 1990 został zawodnikiem Oakland Athletics, zaś dwa lata później Chicago Cubs, w którym zakończył karierę zawodniczą.
| Nagroda/wyróżnienie      | Lata       | Źródło |
| 2× All-Star              | 1982, 1983 | [ 1 ]  |
| Gold Glove Award         | 1980       | [ 1 ]  |
| 2× Silver Slugger Award  | 1980, 1982 | [ 1 ]  |
| Zwycięzca w World Series | 1985       | [ 7 ]  |